# HD 33463
HD 33463 är en ensam stjärna belägen i den södra delen av stjärnbilden Kusken. Den har en skenbar magnitud av ca 6,44 och kräver åtminstone en handkikare för att kunna observeras. Baserat på parallaxmätning inom Hipparcosuppdraget på ca 3,1 mas, beräknas den befinna sig på ett avstånd på ca 1 000 ljusår (ca 320 parsek) från solen. Den rör sig bort från solen med en heliocentrisk radialhastighet på ca 11 km/s.

## Egenskaper
HD 33463 är en röd jättestjärna av spektraltyp M2 III. Den har en radie som är ca 50 solradier och har ca 1 650 gånger solens utstrålning av energi från dess fotosfär vid en effektiv temperatur av ca 3 600 K.
HD 33463 är en misstänkt variabel stjärna.